# Такшак
Такшак или Змеиная династия (санскр. तक्षक, IAST: takṣaka — имя одного змеиного демона) — одна из древнейших царских династий в Индии, имеющая так называемое скифское или индоскифское происхождение, роднящее её с царями династии Турушка.
Такшак явились в Индию под предводительством Шишунага, который и вступил на престол Панду. Его династия царствовала 360 лет и окончилась царём Бикъятом. Другая династия этого же происхождения была основана Чандрагуптой, мнимым противником Александра Македонского, и существовала 137 лет, выдвинув 10 правителей. От династии Такшак ведут своё происхождение вожди Нагванси в Рамгурхе, сохранившие в своём гербе изображение очков змеи кобры. От их нарицательного эпитета Нага (санскр. nâga — змея) происходит имя города и области Нагпур (пур — город).